# Орлов, Максим Алексеевич
Максим Алексеевич Орлов (31 января 1981, Москва, СССР) — российский хоккеист, центральный нападающий.

## Биография
Воспитанник ЦСКА. С 1998 года играл в основном составе, также в дубле, выступавшем в первой лиге чемпионата России. В высшей лиге провел 103 игры, в которых забросил 8 шайб при 9 результативных передачах. За армейский дубль провел 24 игры, набрав 14+12 очков.
В высшей лиге в лениногорском клубе провел 62 игры, в которых набрал 8+17 очков. А в «Кристалле» в 51 игре забил 13 шайб и сделал 26 результативных передач.
В сезоне 2005—2006 играл в Уфе. В составе «Салавата Юлаева» провел в суперлиге 5 игр, а в «Салават Юлаев-2» — 20 игр, в которых набрал 8+8 очков.
Следующие три сезона играл в высшей лиге за «Торос» Нефтекамск. В 156 играх забивал 26 шайб и сделал 45 результативных передач.
Следующий сезон снова провёл в «Кристалле». Результат 40 игр — 10 шайб и 6 передач.
Начиная с 2010 года играл в карагандинской «Сарыарке», где в 90 играх чемпионата Казахстана набрал 24+44 очка. А в ВХЛ, отыграв 20 игр отметился 4 передачами.
На чемпионате мира 1999 года привлекался в молодёжную сборную России. В 7 играх набрал 3+2 очка.